# Bahnhof Erzhausen
Der Bahnhof Erzhausen (auch: Erzhäuser Bücherbahnhof) ist ein Bahnhof der S-Bahn Rhein-Main in Erzhausen. Dessen denkmalgeschütztes Empfangsgebäude wurde aus dem Bahnbesitz ausgegliedert und beherbergt heute die Gemeindebücherei.

## Architektur und Geschichte
In den Jahren 1843–46 wurde die Bahnstrecke Frankfurt am Main–Heidelberg gebaut, 1888 die Haltestelle Erzhausen eingerichtet.
Das Stationsgebäude ist ein zweigeschossiges Empfangsgebäude, das im Jahr 1924 – nach Entwurfsplänen aus dem Jahr 1901 (nach anderen Angaben: 1903) – errichtet wurde.
Das Gebäude ist ein, in historischen Formen, gut durchgestalteter Baukubus. An der Südwestecke, neben dem ehemaligen Fahrdienstleiterraum, befindet sich ein halbrunder Treppenturm. Bemerkenswert ist das Sprengwerk im ehemaligen Wartesaal.
Durch sein einmaliges Erscheinungsbild ist der Bau ein Kulturdenkmal aus baukünstlerischen und geschichtlichen Gründen.
Bis zum Jahre 1997 wurde die Bahnstrecke Frankfurt – Darmstadt ausgebaut. Seit 1997 verkehrten die S-Bahnen der Linie S3 im halbstündigen Takt in den Taunus nach Bad Soden über Langen und Frankfurt bzw. nach Darmstadt. Seit dem 15. Dezember 2024 bedient die Linie S6 nach Groß-Karben bzw. Darmstadt den Bahnhof im Halbstundentakt. Die Fahrzeit nach Frankfurt HBF beträgt 30 Minuten, nach Darmstadt HBF 8 Minuten. Auf der S-Bahn-Linie S6 kommen Triebwagen der Baureihe 423 zum Einsatz.
| Linie                    | Verlauf | Takt   |
| ------------------------ | --- | ------ |
| S6                       | Groß Karben – Dortelweil – Bad Vilbel – Bad Vilbel Süd – Frankfurt-Berkersheim – Frankfurt-Frankfurter Berg – Frankfurt-Eschersheim – Frankfurt-Ginnheim – Frankfurt (Main) West – Frankfurt am Main Messe – Frankfurt (Main) Galluswarte – Frankfurt (Main) Hbf tief – Frankfurt (Main) Taunusanlage – Frankfurt (Main) Hauptwache – Frankfurt (Main) Konstablerwache – Frankfurt (Main) Ostendstraße – Frankfurt (Main) Lokalbahnhof – Frankfurt (Main) Süd – Frankfurt (Main) Stresemannallee – Frankfurt-Louisa – Neu-Isenburg – Dreieich-Buchschlag – Langen Flugsicherung – Langen (Hess) – Egelsbach – Erzhausen – Darmstadt-Wixhausen – Darmstadt-Arheilgen – Darmstadt Hbf | 30 min |
| Stand: 15. Dezember 2024 | |        |

Seit dem Jahre 1997 wird das alte Empfangsgebäude nicht mehr von der Deutschen Bahn genutzt. Für die S-Bahnen wurde ein eigener barrierefreier Bahnsteig erbaut.
Im Zuge der Ausbauarbeiten wurde auch der gesamte Vorplatz erneuert und ein Park+Ride-Parkplatz eingerichtet. Seit dem Jahr 2001 hat die Gemeinde Erzhausen das alte Empfangsgebäude – das sie von der Deutschen Bahn erworben hat – zur Gemeindebücherei umbauen lassen. Der Bestand der Bibliothek umfasst ca. 20.000 ausleihbare Medien, darunter Bücher, Tageszeitungen, Zeitschriften, CDs und DVDs. Daneben finden in der Bibliothek Ausstellungen und diverse andere Veranstaltungen statt. Die Planung für den Umbau zur Bibliothek erfolgte durch das Architekturbüro Männle, Darmstadt.
Seit dem Jahr 2016 befindet sich das Erzhäuser Trauzimmer im Bücherbahnhof.

## Bildergalerie

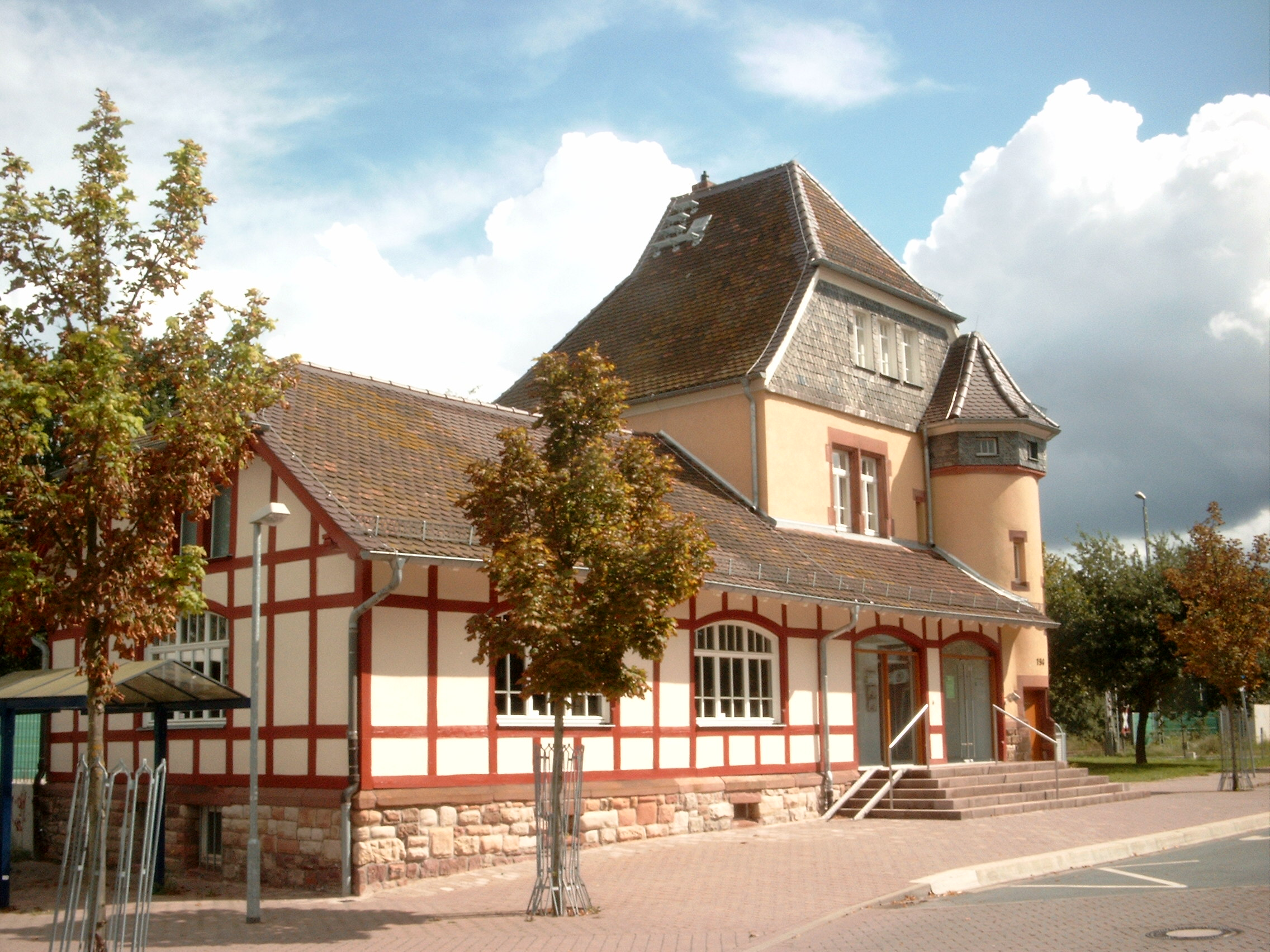
Bücherei Erzhausen (2004)
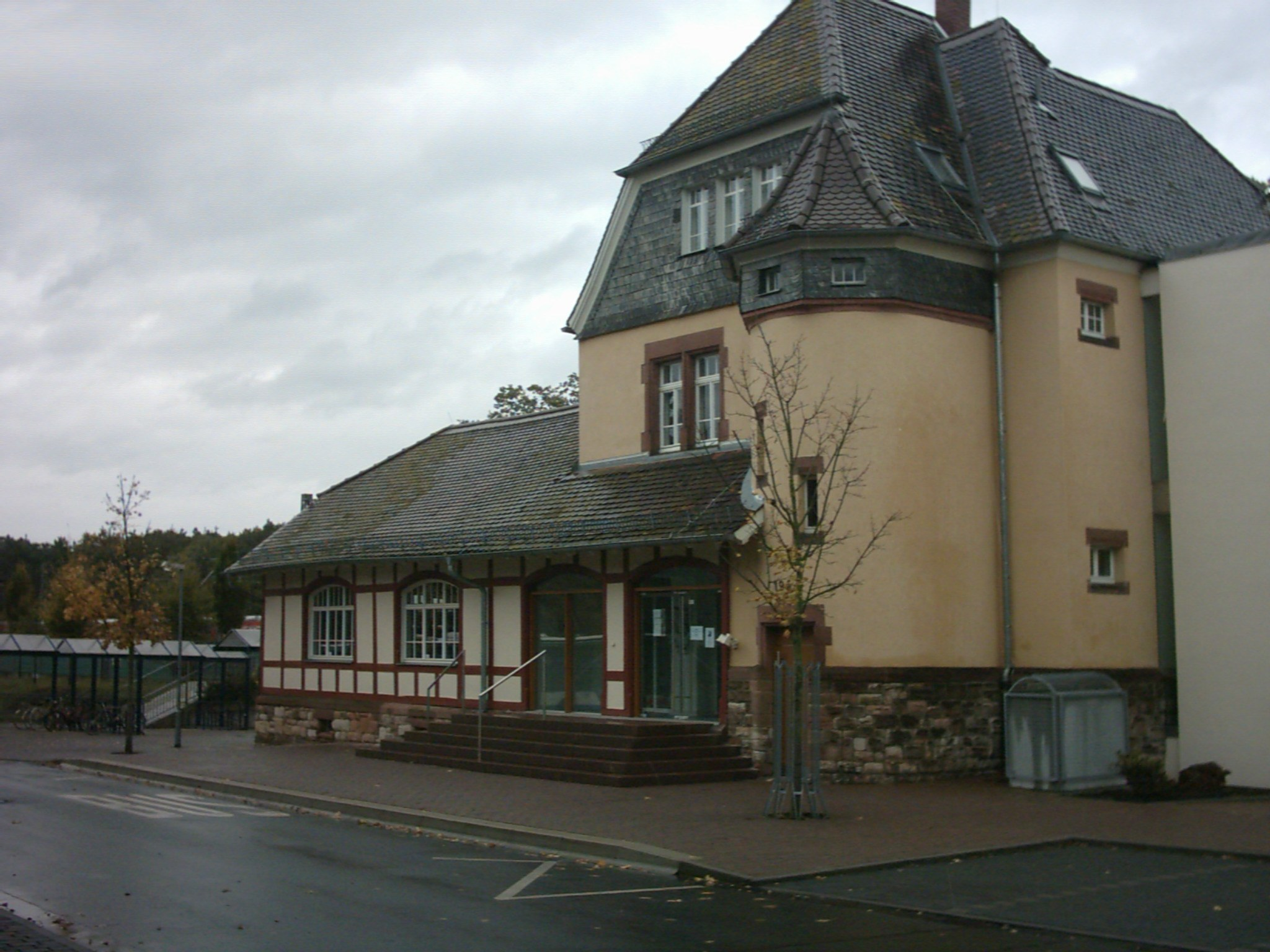
Bücherei Erzhausen (2005)
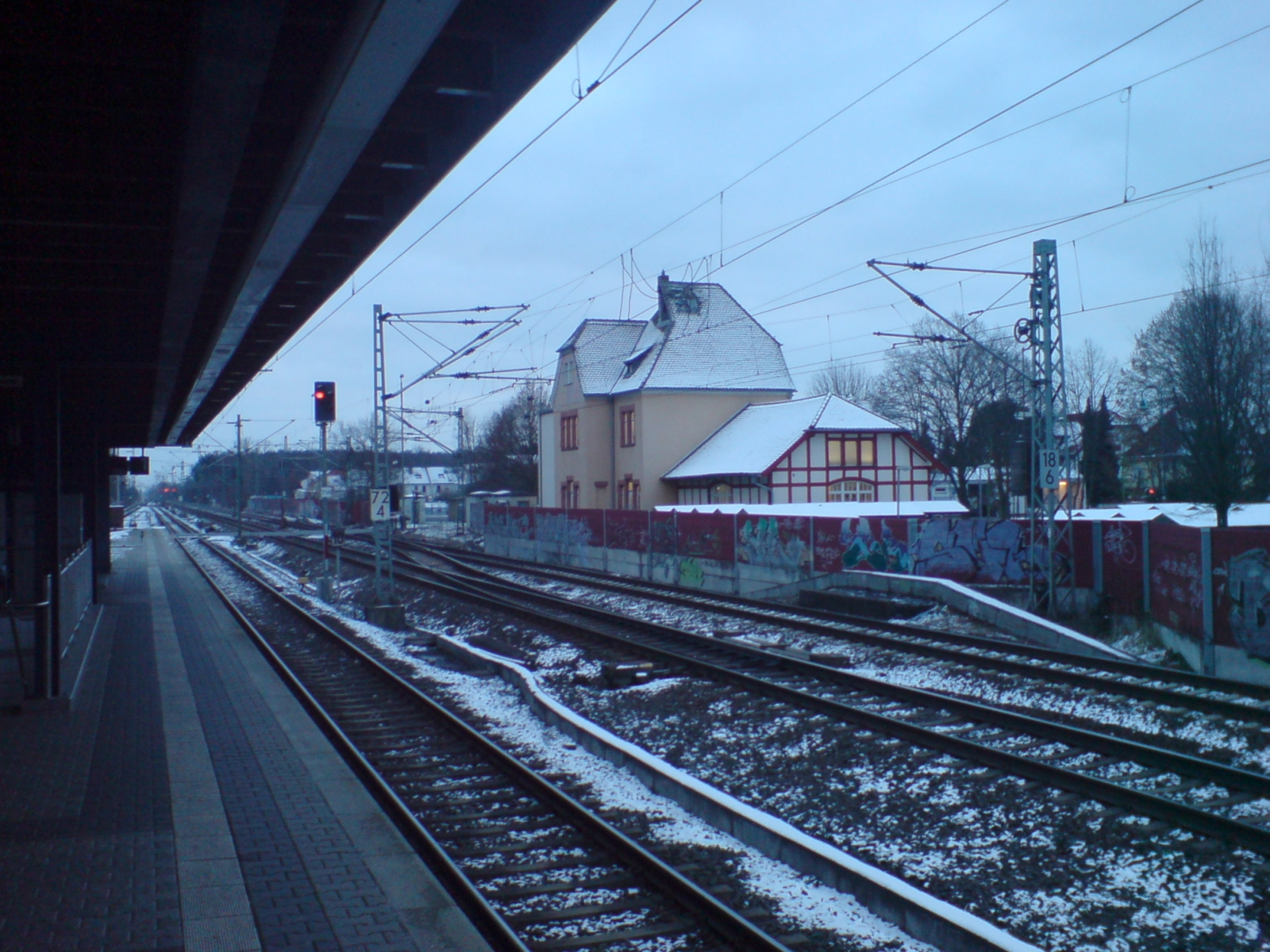
Bahnsteig und Gleise (2009)
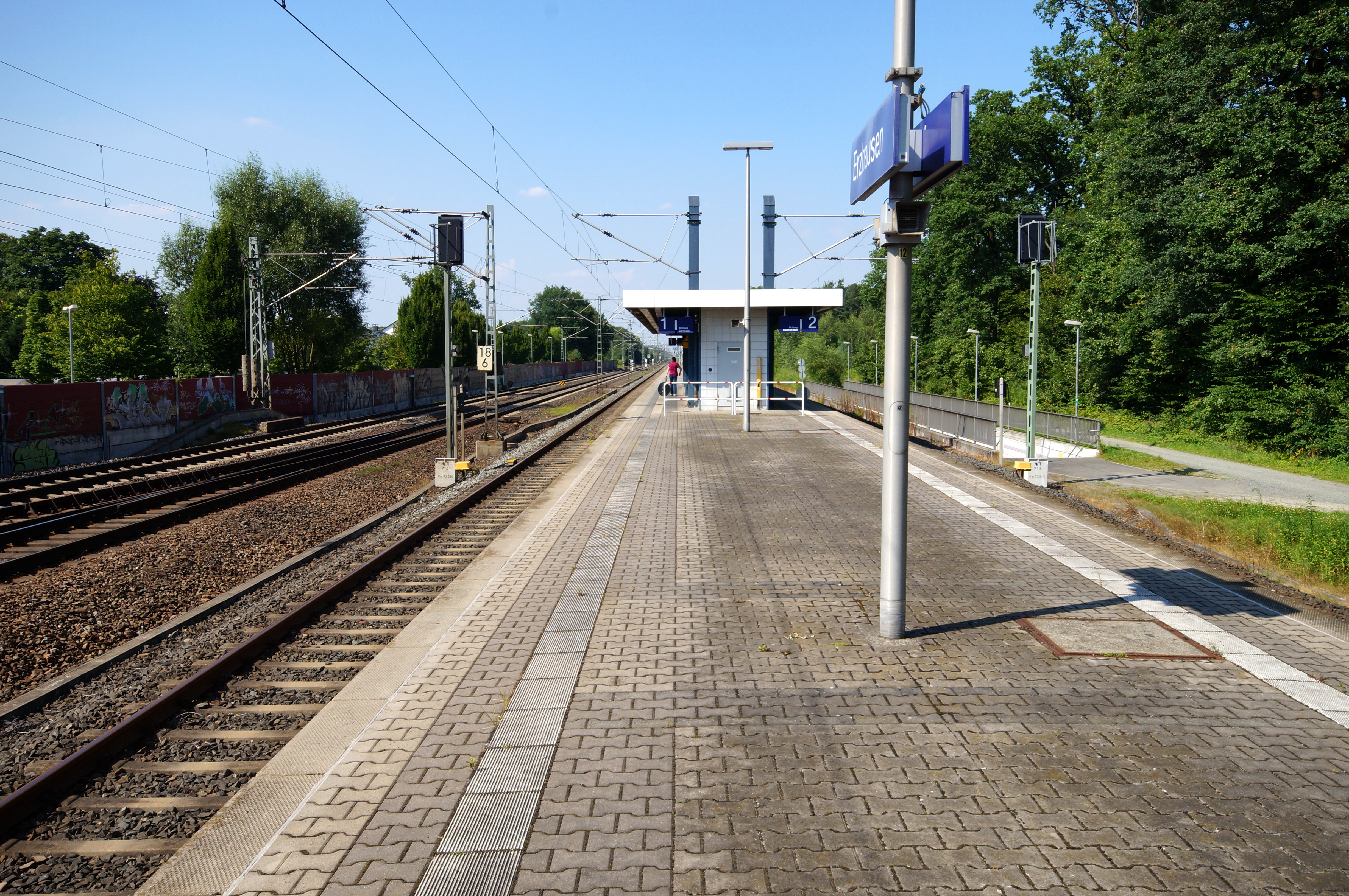
Bahnsteig und Gleise (2012)
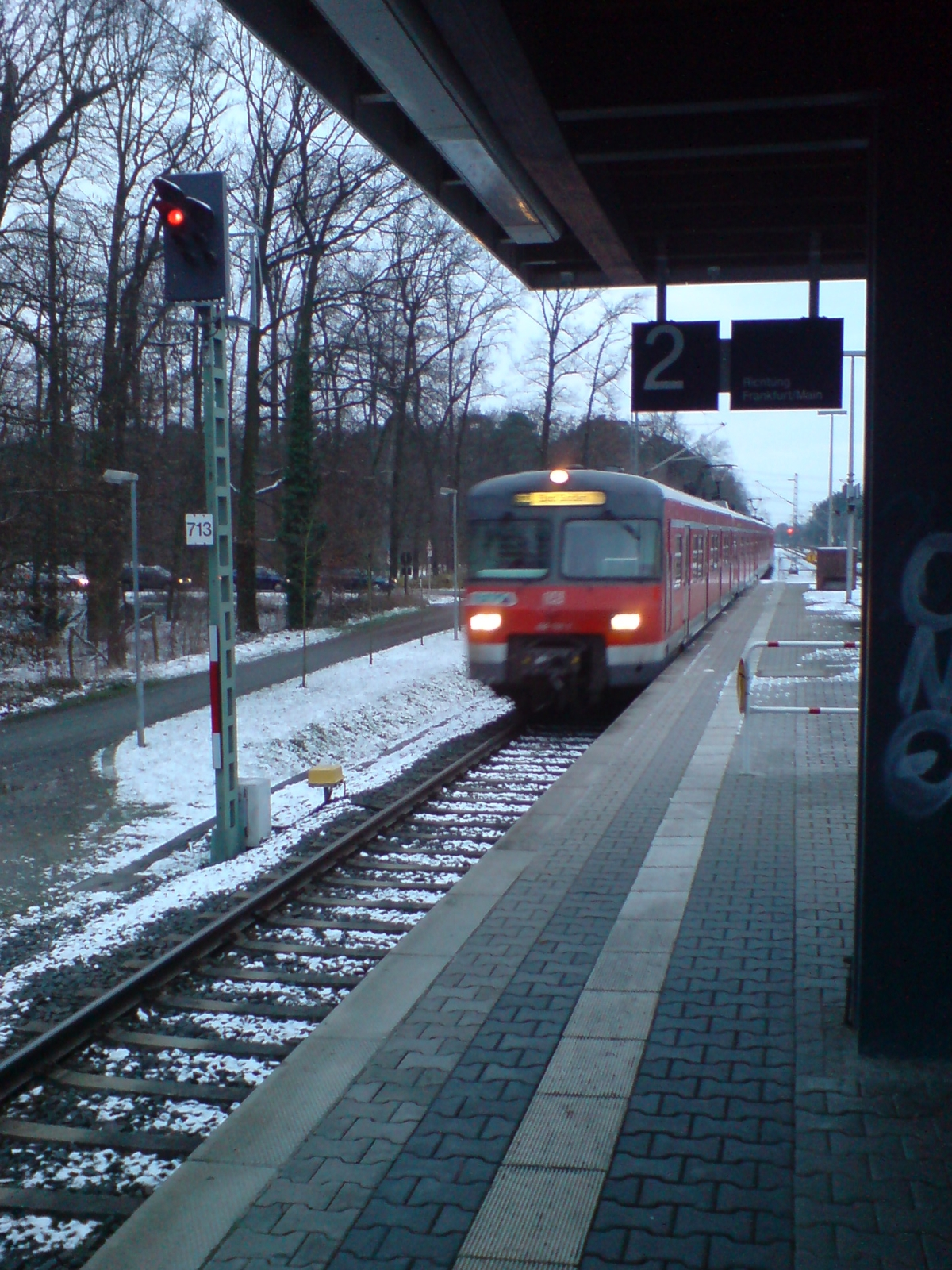
Historischer S-Bahn-Triebwagen der Baureihe 420 (2009)
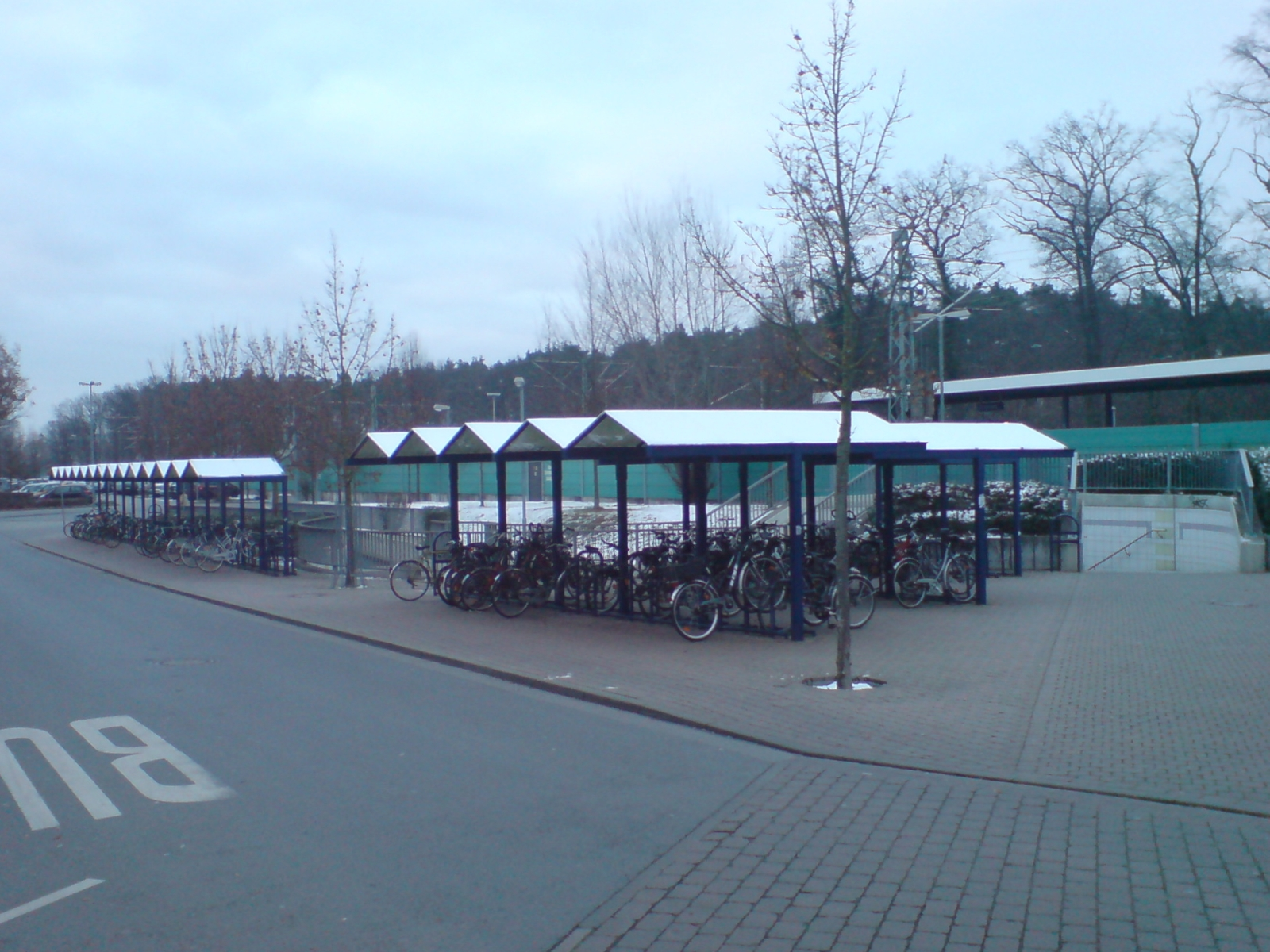
Parkbereich für Fahrräder (2009)